# Linkin Park

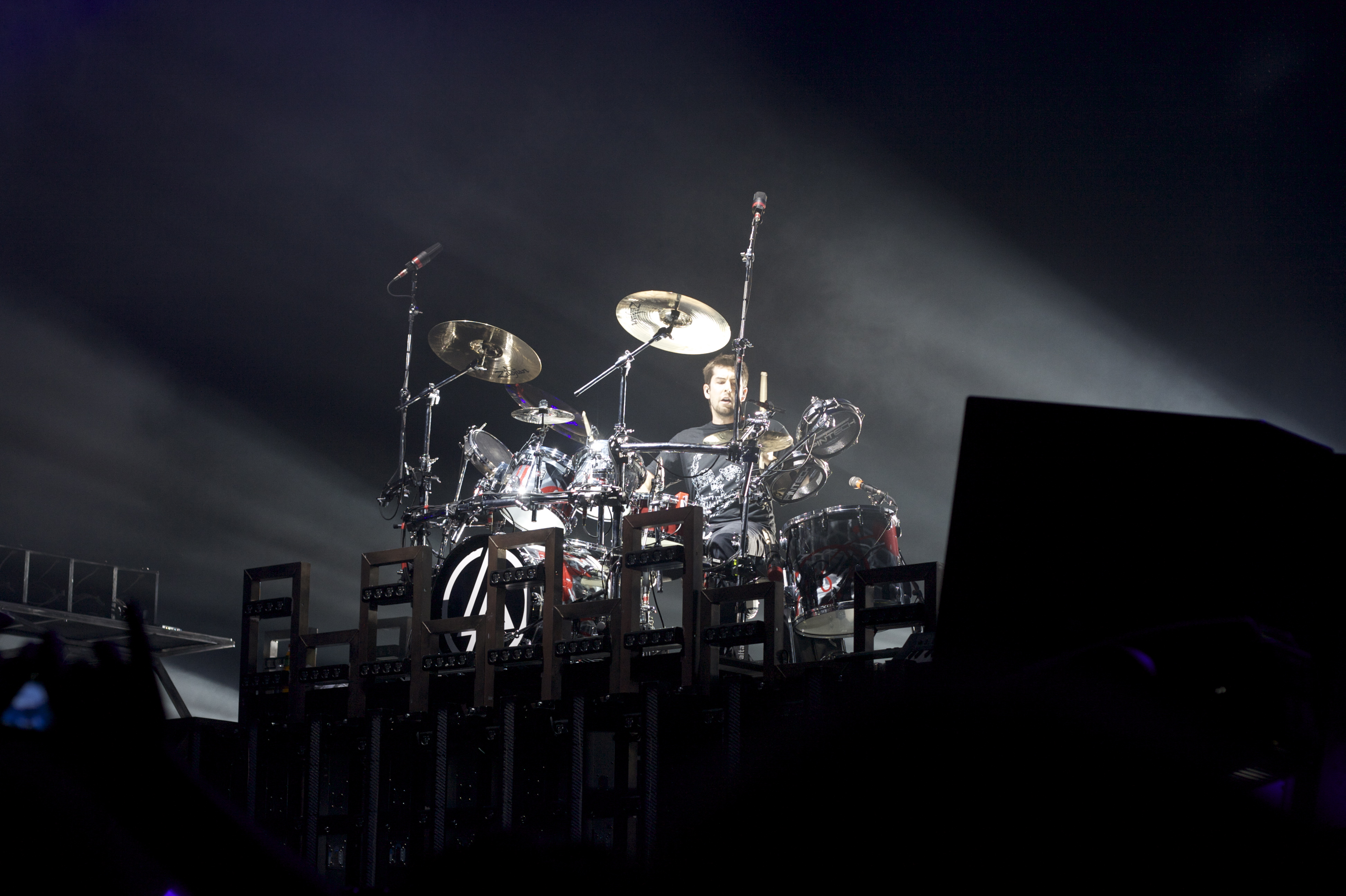
Rob Bourdon.

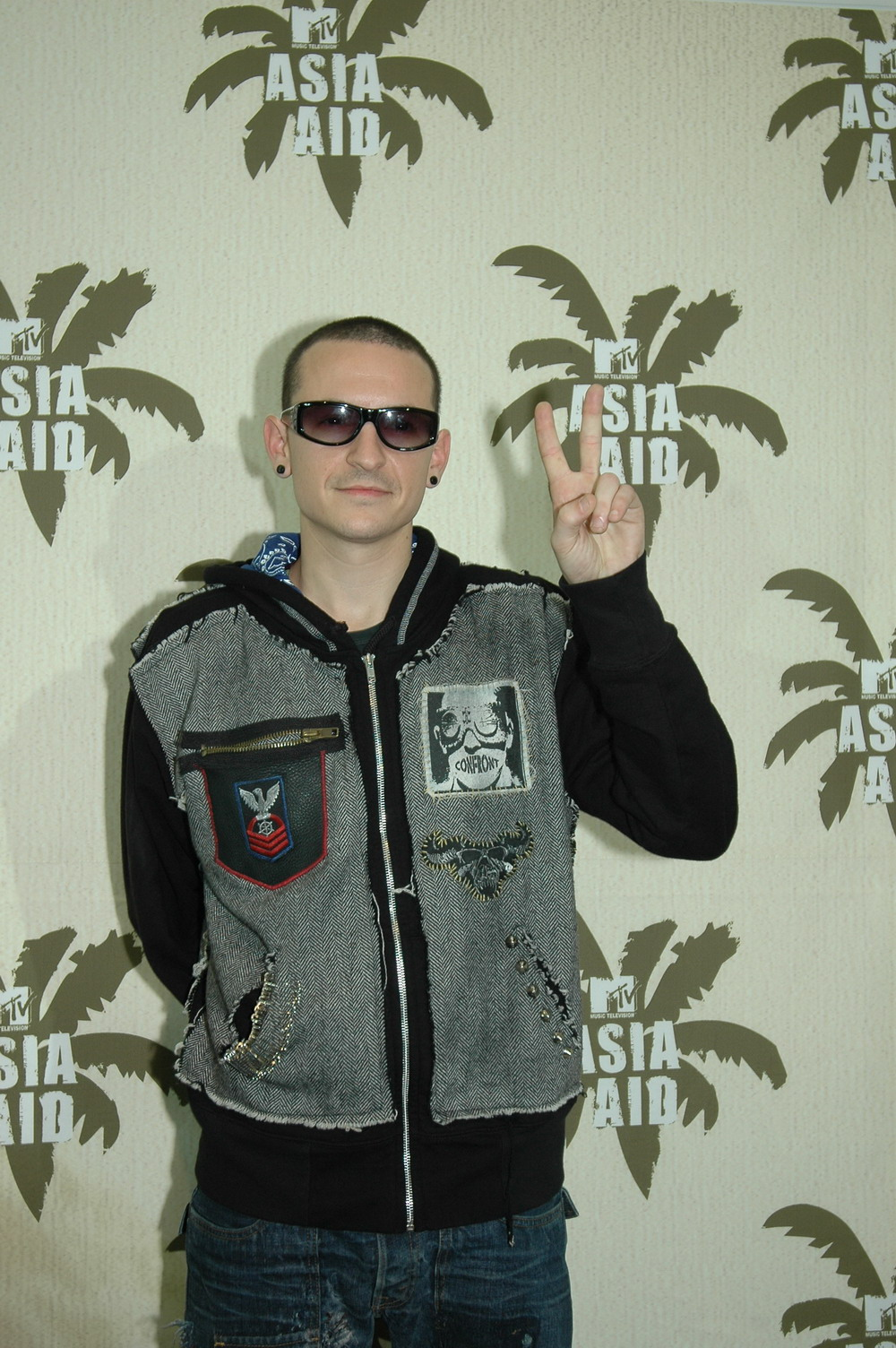
Chester Bennington.

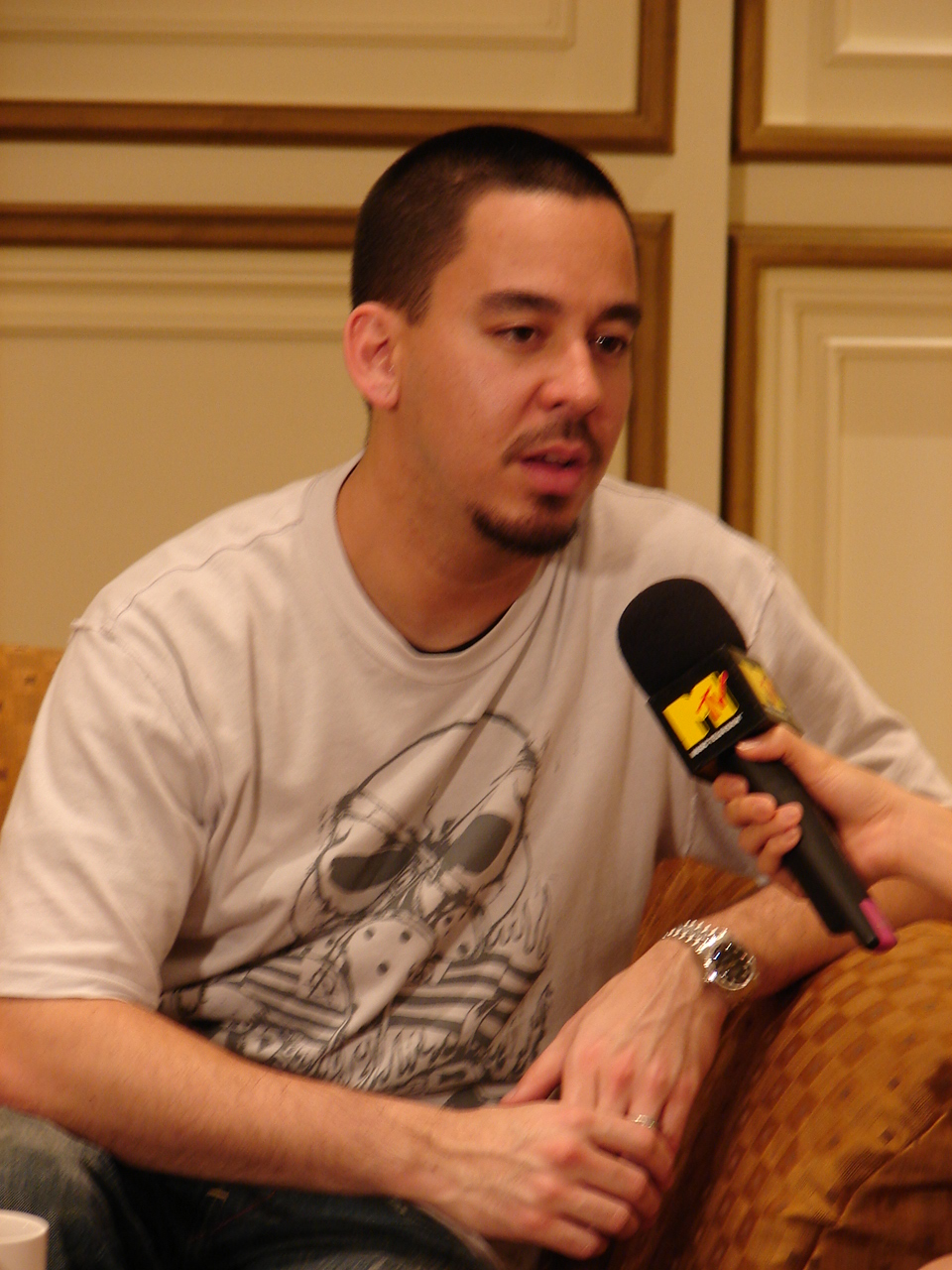
Mike Shinoda.

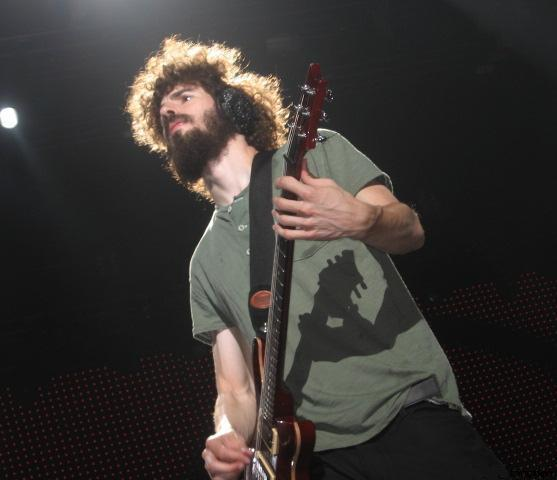
Brad Delson.

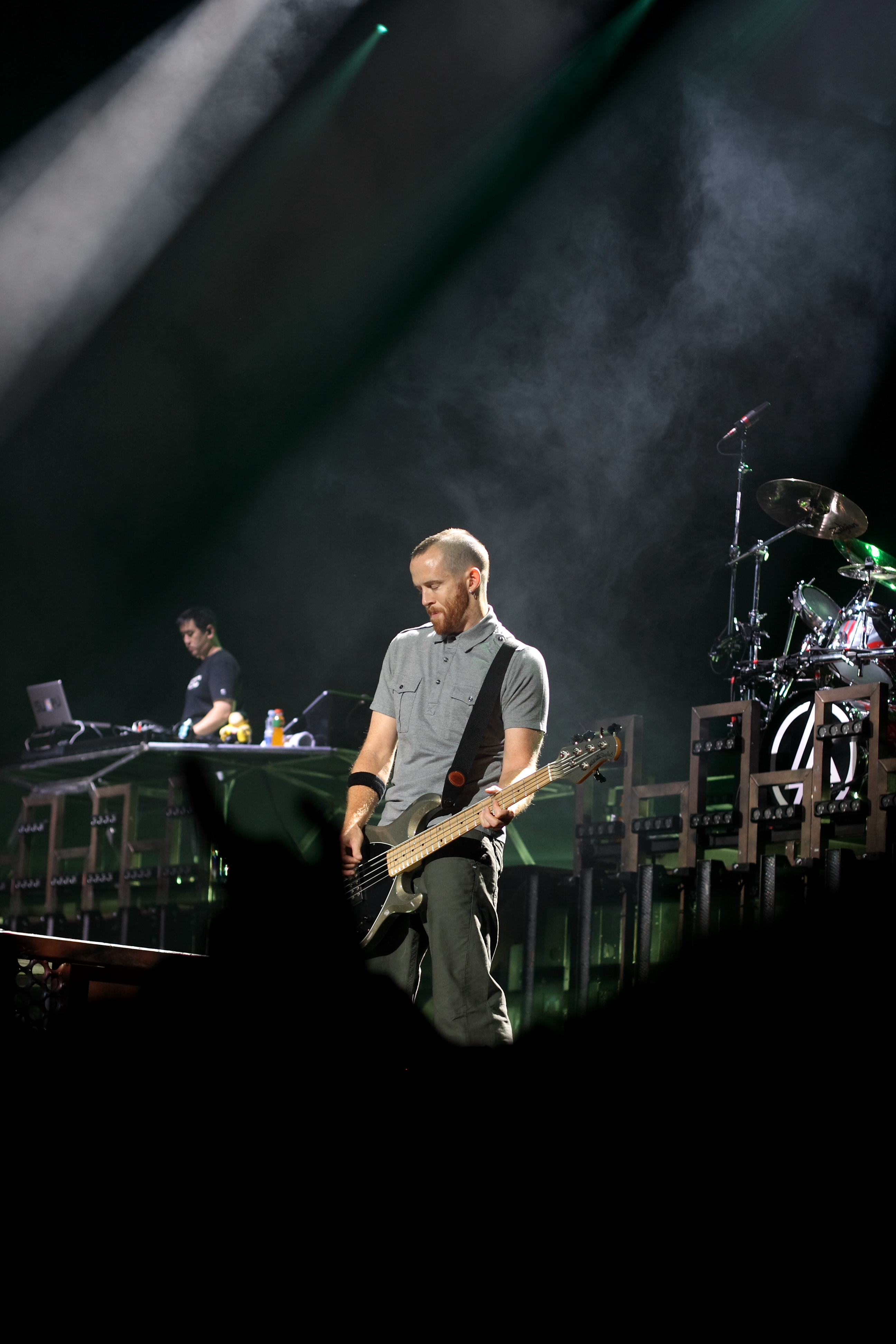
Dave "Phoenix" Farrell.

Linkin Park är ett amerikanskt pop- och hårdrocksband som spelar nu-metal/rapcore. Gruppen bildades i Los Angeles i södra Kalifornien 1996 av Mike Shinoda och gitarristen Brad Delson. Bandet har sålt över 60 miljoner album, varav "Hybrid Theory" och "Minutes to Midnight" har sålts mest. Gruppen har gjort sju studioalbum, tre remixalbum samt två live-DVD. Albumet "One More Light" släpptes 19 maj 2017.
Många av gruppens sångtexter handlar om främlingskap, inåtvändhet och personligt lidande.

## Historia och karriär
Linkin Park hette först Xero, men bytte senare namn till Hybrid Theory. Deras första skiva var Hybrid Theory EP som kom ut 1999, dock endast i 1 000 exemplar varav de flesta skickades till skivbolag. År 2000 fick bandet skivkontrakt och bytte återigen namn, nu till Linkin Park, eftersom sångaren Chester Bennington åkte förbi Lincoln Park varje gång han skulle öva med bandet. Albumet Hybrid Theory blev det mest sålda albumet i USA 2001.
Meteora, bandets andra album med nytt material, gavs ut 2003. Bandet hade även ett nära samarbete med Jay-Z och släppte 2004 albumet Collision Course. Låtarna på Collision Course är från deras två tidigare album tillsammans med Jay-Z:s låtar. 
Våren 2007 var bandet på turné i Nordeuropa, där ett stopp var i Globen i Stockholm den 25 maj. Detta var deras första spelning i Sverige någonsin. 
Bandets tredje studioalbum "Minutes To Midnight" släpptes 15 maj 2007 och blev en stor succé i Europa och USA. Enligt bandets sångare Chester Bennington skulle bandet inte längre hålla kvar samma "sound" som de tidigare albumen hade. Efter ett och ett halvt år i studion blev bandet klara.
Den 27 november 2008 gav Linkin Park ut en till EP vid namn Songs From The Underground.
Linkin Park tillkännagav den 28 juni på mikeshinoda.com, att en ny singel, "The Catalyst" skulle släppas 2 augusti 2010. Senare tillkännagavs även att ett nytt album, "A Thousand Suns", skulle ges ut den 14 september.
Linkin Park uppträdde i Sverige en andra gång 14 juni 2011 i Globen i Stockholm där de spelade en rad äldre låtar samt låtar från "A Thousand Suns".
Den 26 juli 2012 släpptes deras album Living Things.
Under våren 2014 släpptes 2 singlar, "Guilty All The Same" och "Until It's Gone" från kommande albumet The Hunting Party. Albumet beskrivs av bandmedlemmarna som en "Prequel" till Hybrid theory, vilket kan höras på låtarna som är mera rock-inriktat än de två senaste albumen. Albumet The Hunting Party släpptes den 16 juni 2014. 
November 2015 bekräftade bandet på deras webbsida att de hade börjat arbeta med ett sjunde studioalbum;  albumet heter One More Light, innehåller 10 låtar och släpptes den 19 maj 2017. Den första låten från albumet som släpptes var "Heavy", i den låten medverkade även sångaren Kiiara som gästartist.  Men låten fick mycket dålig kritik av deras fans eftersom låten är en poplåt istället för metal och rock som de vanligen spelar. 16 mars samma år släppte de låten "Battle Symphony". 
Den 20 juli 2017 hittades Chester Bennington död i sin bostad i Los Angeles efter att ha begått självmord.

## Medlemmar
Nuvarande medlemmar
- Mike Shinoda – sång, kompgitarr, keyboard, piano (1996– )
- Joseph "Mr. Hahn" Hahn – turntables, sampling, programmering, keyboard (1996– )
- Colin Brittain – trummor, slagverk(2024–)
- Dave "Phoenix" Farrell – basgitarr (1996–1998, 2001– )
- Brad Delson – sologitarr (1996– ), basgitarr (1998–2001)
- Emily Armstrong – vokalist (2024– )

Tidigare medlemmar
- Mark Wakefield – sång (1996–1999)
- Chester Bennington – sång (1999–2017), död 20 juli 2017
- Rob Bourdon – trummor, slagverk (1996–2020)

Bidragande musiker (live/studio)
- Kyle Christener – basgitarr (1999)
- Ian Hornbeck – basgitarr (2000)
- Scott Koziol – basgitarr (2000–2001)

## Diskografi

### Studioalbum
- Hybrid Theory (2000)
- Meteora (2003)
- Minutes to Midnight (2007)
- A Thousand Suns (2010)
- Living Things (2012)
- The Hunting Party (2014)
- One More Light (2017)
- From Zero (2024)

### EP/Demo
- Xero (1997)
- Hybrid Theory EP (1999)
- In the End: Live & Rare (2002)
- Live from SoHo (2008)
- Songs from the Underground (2008)

### DVD/LiveALBUM
- Frat Party at the Pankake Festival (2001)
- Reanimation (DVD-Audio) (2002)
- Live in Texas (2003)
- Collision Course (2004)
- Minutes to Midnight (Begränsad utgåva) (2007)
- Road to Revolution: Live at Milton Keynes (2008)

### Remixalbum
- Reanimation (2002)
- Collision Course (med Jay-Z) (2004)
- Recharged (2013)

### Singlar
| År   | Låt                                                                                                  | Album                                          | Soundtrack                                |
| ---- | --- | ---------------------------------------------- | ----------------------------------------- |
| 2001 | "One Step Closer"                                                                                    | Hybrid Theory                                  |                                           |
| 2001 | "Crawling"                                                                                           | Hybrid Theory                                  |                                           |
| 2001 | "Papercut"                                                                                           | Hybrid Theory                                  |                                           |
| 2001 | "In the End"                                                                                         | Hybrid Theory                                  |                                           |
| 2002 | "Pts.OF.Athrty"                                                                                      | Reanimation                                    |                                           |
| 2002 | "Frgt/10"                                                                                            | Reanimation                                    |                                           |
| 2003 | "Somewhere I Belong"                                                                                 | Meteora                                        |                                           |
| 2003 | "Faint"                                                                                              | Meteora                                        |                                           |
| 2003 | "Numb"                                                                                               | Meteora                                        |                                           |
| 2004 | "From the Inside"                                                                                    | Meteora                                        |                                           |
| 2004 | "Lying from You"                                                                                     | Meteora                                        |                                           |
| 2004 | "Breaking the Habit"                                                                                 | Meteora                                        |                                           |
| 2004 | "Numb/Encore"                                                                                        | Collision Course                               |                                           |
| 2007 | "What I've Done"                                                                                     | Minutes to Midnight                            | Transformers Soundtrack                   |
| 2007 | "Bleed It Out"                                                                                       | Minutes to Midnight                            |                                           |
| 2007 | "Shadow of the Day"                                                                                  | Minutes to Midnight                            |                                           |
| 2008 | "Given Up"                                                                                           | Minutes to Midnight                            |                                           |
| 2008 | "We Made It" (feat. Busta Rhymes)                                                                    | I'm Blessed av Busta Rhymes                    |                                           |
| 2008 | "Leave Out All the Rest"                                                                             | Minutes to Midnight                            |                                           |
| 2009 | "New Divide"                                                                                         | Transformers: Revenge Of The Fallen Soundtrack |                                           |
| 2010 | "The Catalyst"                                                                                       | A Thousand Suns                                |                                           |
| 2010 | "Waiting for the End"                                                                                | A Thousand Suns                                |                                           |
| 2011 | "Burning in the Skies"                                                                               | A Thousand Suns                                |                                           |
| 2011 | "Iridescent"                                                                                         | A Thousand Suns                                | Transformers: Dark Of The Moon Soundtrack |
| 2012 | "Burn It Down"                                                                                       | Living Things                                  |                                           |
| 2012 | "Lost in the Echo"                                                                                   | Living Things                                  |                                           |
| 2012 | "Powerless"                                                                                          | Living Things                                  |                                           |
| 2013 | "Castle of Glass"                                                                                    | Living Things                                  |                                           |
| 2014 | "Guilty All The Same" "Until It's Gone" "Wastelands" Rebellion" Final Masquerade"                    | The Hunting Party                              |                                           |
| 2017 | "Heavy" featuring Kiiara. "Battle Symphony" Good Goodbye" featuring Pusha T och Stormzy. "Invisible" | One More Light                                 |                                           |
| 2024 | The Emptiness Machine                                                                                | From Zero                                      |                                           |

## Linkin Park i filmer och spel

### Filmer
| Film                               | Låt/Låtar              |
| ---------------------------------- | ---------------------- |
| Resident Evil: Afterlife           | Wretches and kings     |
| Transformers: The Dark of the Moon | Iridescent             |
| Transformers: De besegrades hämnd  | New Divide             |
| Transformers                       | What I've Done         |
| The Matrix Reloaded                | Session                |
| Little Nicky                       | Points Of Authority    |
| S.W.A.T.                           | Figure.09              |
| Miami Vice                         | Numb/Encore            |
| Dracula 2000                       | One Step Closer        |
| Das Experiment                     | One Step Closer        |
| Valentine                          | Pushing Me Away        |
| The One                            | Papercut               |
| CSI: Crime Scene Investigation     | Shadow of the Day      |
| Twilight                           | Leave Out All the Rest |
| Need for Speed                     | Roads untraveled       |

### Spel
| Spel                       | Låt/Låtar           |
| -------------------------- | ------------------- |
| ESPN X Games Skateboarding | A Place for My Head |
| NBA All-Star Game          | Somewhere I Belong  |
| Guitar Hero II             | No More Sorrow      |
| Guitar Hero World Tour     | What I've Done      |
| Rock band 2                | One Step Closer     |
| Medal of Honor             | Castle Of Glass     |
| FIFA 11                    | Blackout            |
| Guitar Hero Live           | Wastelands          |

### Andra uppträdanden
| Uppträdande                                     | Låt/Låtar                                         |
| ----------------------------------------------- | ------------------------------------------------- |
| CNN                                             | Öppning                                           |
| HMV/Virgin                                      | Somewhere I Belong                                |
| Atlanta Braves                                  | What I've Done                                    |
| Wimbledon                                       | What I've Done                                    |
| NBA                                             | Introt i No More Sorrow                           |
| Match mellan New York Mets och New York Yankees | Bleed It Out                                      |
| "Things to Try Before You Die"                  | Wake                                              |
| Modeshow Live 2007 vid Birmingham NEC           | No More Sorrow                                    |
| TV6                                             | What I've Done och Numb/Encore                    |
| Channel Ten Nyheter                             | Delar av "Nobody's Listening" och "Easier to Run" |
| "Ultimate Highlight Reel" på Sportscenter       | Bleed It Out                                      |
| Reklam för UEFA Champions League                | Numb                                              |